# 후지모리 안나
후지모리 안나(藤森安奈, 1994년 11월 20일 ~ )는 일본의 육상 선수이다. 2014년 인천 아시안 게임 육상 여자 4x100m 계주 첫주자로 출전하였고 마지막 주자 후쿠시마 치사토가 44초05로 3위로 골인해 동메달을 획득했다.

## 같이 보기
- 후쿠시마 치사토